# Наукова бібліотека Тернопільського національного педагогічного університету імені Володимира Гнатюка
Наукова бібліотека Тернопільського національного педагогічного університету імені Володимира Гнатюка — структурний підрозділ вишу, де сконцентровані джерела наукової та навчальної інформації.
Розташована на вул. Максима Кривоноса, 2.

## Відомості
Бібліотека заснована в 1940 році як бібліотека Кременецького учительського інституту. Сучасна назва з 1997 року.
Бібліотечний фонд складається з документів українською, російською, німецькою, французькою, польською, латинською та іншими іноземними мовами, в тому числі рідкісних та цінних видань XVIII-XIX ст.
До послуг користувачів:
- універсальний фонд понад 630 000 примірників документів;
- 924 назви журналів (312 назв — іноземними мовами) та 52 назви газет;
- каталоги: абетковий (генеральний, читацький), систематичний, стародруків, видань іноземними мовами, періодичних видань;
- бібліографічні картотеки: систематична картотека статей, назв художніх творів (з 1981), авторефератів дисертацій (з 1983); дисертацій, захищених при університеті (з 1998), друковані праці викладачів вишу (з 1969), тематичні картотеки за профілем університету.

Режим роботи: абонемент з 10.00 до 19.00, вихідні: субота, неділя; читальні зали з 9.00 до 20.00, вихідні: неділя.